# 젤다의 전설 바람의 지휘봉
《젤다의 전설: 바람의 지휘봉》(ゼルダの伝説 風のタクト)은 닌텐도 개발·배급의 액션 어드벤처 게임이다. 게임큐브 전용. 젤다의 전설 제10작으로서 2002년 12월 일본, 2003년 3월 북미, 동년 5월 유럽에서 출시하였다.

## 개요
이전의 젤다 시리즈와 구별되게 본작은 광대한 바다와 그 바다에 곳곳이 솟은 제도를 무대로 한다. 플레이어는 링크를 조종하여 마술사 가논이 납치해 간 여동생을 구하고자 모험에 뛰어든다. 그리하여 테트라 이하 아군들의 도움을 받아 가며 넓디넓은 바다를 누벼 제도를 돌아 던전들을 답파하여 가논을 무찌르기 위한 힘을 모아 가는 것이다. 제목에 나와 있듯 본작에는 바람을 조종하는 지휘봉이 있어 이것을 바람의 택트(風のタクト)라 한다. 이것을 이용하여 플레이어는 돛을 부풀려 배를 원하는 방향으로 지칠 수 있다.
아오누마 에이지가 감독을 미야모토 시게루, 데즈카 다카시가 프로듀서를 맡아 개발이 시작되기는 2000년. 전작 《시간의 오카리나》와 《무쥬라의 가면》 때처럼 기본은 3D 그래픽을 채용하였지만 그같은 미술적 특징을 재탕하기보다 대신 이번에는 만화적인 스타일을 채용하기로 하였다. 이것은 셀 셰이딩을 이용하여 개발되었다.

## 평가
본작은 만듦새와 게임플레이와 및 레벨디자인, 음악, 이야기에 있어 대호평을 받았다. 다만 크게 변화된 미술적 특징에 판매량(460만장)은 젤다 시리즈답지 않게 다소 낮았다. 그리하여 닌텐도는 다시 방향을 선회하여 젤다의 차기작에서는 이전보다도 현실적인 스타일로써 《황혼의 공주》를 개발하였다. 당대의 평가는 그러하였었지만 현재의 평가는 그와는 달라 오히려 역사상 최고의 비디오 게임의 하나로까지 추어주고 있는 터수이다. 본작에서 나온 소위 '툰 링크'는 젤다의 다른 작품에서 다시 등장하였으니 2007년 《몽환의 모래시계》와 2009년 《대지의 기적》이 그것. 2013년 고해상도 리마스터가 Wii U에서 출시되었다.

## 발매
이 작품은 한글 정식 발매로는 한번도 발매된 적이
없다. 본편은 게임큐브 (GC)로 발매되었는데,
대원 미디어가 한글화했지만 한국 닌텐도가 정식으로
발매하진 않았다. 게임큐브가 발매했을 당시엔 한국 닌텐도가 존재하기 전이기 때문.
Wii U 리마스터가 출시되었었다. HD화로 더욱 깔끔해진 그래픽, 그리고 카툰 랜더링도 더더욱 깔끔해졌다. 기존 게임큐브에서 출시했을 당시에도 그래픽이 호평이었는데, 리마스터 작품 역시 꽤나 호평이었다.
그러나, Wii U 역시 한국에 정발되지 못했다.
Wii U의 부진이 문제였는데, 여러 국가에서 혹평이
이어졌다. 한국 닌텐도는 이 문제로 정발 조자 하지 못했다. 이로써 젤다의 전설 바람의 지휘봉은
한번도 정식 한국 발매가 되지 않았다.